# Kennedy (Alabama)
Kennedy és una població dels Estats Units a l'estat d'Alabama. Segons el cens del 2000 tenia 541 habitants.

## Demografia
Segons el cens del 2000, Kennedy tenia 541 habitants, 226 habitatges, i 169 famílies. La densitat de població era de 68 habitants/km².
Dels 226 habitatges en un 33,6% hi vivien nens de menys de 18 anys, en un 58,8% hi vivien parelles casades, en un 13,7% dones solteres, i en un 24,8% no eren unitats familiars. En el 23% dels habitatges hi vivien persones soles l'11,1% de les quals corresponia a persones de 65 anys o més que vivien soles. El nombre mitjà de persones vivint en cada habitatge era de 2,39 i el nombre mitjà de persones que vivien en cada família era de 2,82.
Per edats la població es repartia de la següent manera: un 23,7% tenia menys de 18 anys, un 8,5% entre 18 i 24, un 27,5% entre 25 i 44, un 24,2% de 45 a 60 i un 16,1% 65 anys o més.
L'edat mediana era de 39 anys. Per cada 100 dones hi havia 82,8 homes. Per cada 100 dones de 18 o més anys hi havia 78 homes.
La renda mediana per habitatge era de 24.750 $ i la renda mediana per família de 30.909 $. Els homes tenien una renda mediana de 30.278 $ mentre que les dones 19.250 $. La renda per capita de la població era de 12.447 $. Aproximadament el 14,3% de les famílies i el 16% de la població estaven per davall del llindar de pobresa.

## Poblacions més properes
El següent diagrama mostra les poblacions més properes.